# Parancistrocerus parapedestris
Parancistrocerus parapedestris är en stekelart som först beskrevs av Richard Mitchell Bohart 1952.  Parancistrocerus parapedestris ingår i släktet Parancistrocerus och familjen Eumenidae. Utöver nominatformen finns också underarten P. p. arenosus.